# II. Károly román király
II. Károly román király (románul: Carol al II-lea al României; Sinaia, 1893. október 15. – Estoril, 1953. április 4.) Románia királya 1930-tól 1940-ig, ellentmondásos uralkodása egyszemélyi, korporativista diktatúrába torkollott.

## Élete
I. Ferdinánd román király legidősebb fia volt, s atyai nagybátyja, I. Károly király halálakor (1914) lett trónörökös. Először rangon alul házasodott, egy katonatiszt lányát, Ioana Maria Valentina Lambrinót vette feleségül, aki 1920. augusztus 8-án fiút szült neki, Carol Lambrino. I. Konstantin görög király lányával, Ilonával, 1921. március 10-én kötött, második házassága boldogtalannak bizonyult annak ellenére, hogy október 25-én megszületett második fia, Mihály. Elhúzódó viszonya Magda Lupescu zsidó kalandornővel pedig akkora megbotránkozást keltett, hogy 1925-ben kénytelen volt lemondani a trónöröklési jogáról, és külföldre távozott. Második feleségétől hivatalosan 1928-ban vált el.
Egy 1926 januárjában elfogadott törvény, valamint apja végakarata kizárta őt a romániai örökösödésből, 1930-ban mégis hazatért, megszüntette a régenstanácsot, amely fia, a kiskorú Mihály helyett kormányzott, s június 8-án letette az uralkodói esküt. Károly szertelen, energikus ember volt, csodálta Benito Mussolini olasz diktátor önkényuralmi módszereit, és fokról fokra aláásta az amúgy is gyenge alapokon álló romániai demokráciát. 1938 februárjában úgy szüntette meg a legfőbb romániai fasiszta csoportosulás, a Vasgárda jelentette fokozódó politikai veszélyt, hogy korporatista királyi diktatúrát, gyakorlatilag abszolút monarchiát vezetett be az új, 1938-as román alkotmánnyal. Decemberben az akkor feloszlatott pártok helyett létrehozta a társadalmi reformprogramot hirdető Nemzeti Újjászületési Frontot (Frontul Renașterii Naționale), amelynek ő lett a vezetője. II. Károlyt intenzív személyi kultusz övezte, melyben félisteni figuraként, a nemzet atyjaként ábrázolták. II. Károlyt uralkodása alatt az alábbi megnevezésekkel illettékː Conducător (Vezér), "megszabadító", "az újjászületés királya", "a kultúra vajdája". Az uralkodó kedvelte a nagyszabású katonai díszszemléket, felvonulásokat, tömegrendezvényeket. A királyi hatalomra veszélyt jelentő Vasgárdát betiltották, bebörtönzött vezetőjét, Corneliu Zelea Codreanu-t és vezetését 1938-ban (300 főt), illetve 1939-ben (253 főt) II. Károly parancsára kivégezték. Azonban a Vasgárda elleni példátlan állami terrorral sem sikerült elnyomni a szervezetet. Amikor a második világháború alatt a tengelyhatalmak, illetve a Szovjetunió nyomására Románia kénytelen volt lemondani Észak-Erdélyről, Dobrudzsáról, Bukovináról és Besszarábiáról, Károly lemondott trónjáról (1940. szeptember 6.) fia, Mihály javára, és ismét külföldre távozott. Egy időre Mexikóváros Coyoacán nevű kerületében telepedett le, majd 1947. június 3-án Rio de Janeiróban feleségül vette Magda Lupescut.
1953-ban hunyt el Portugáliában, Estorilban temették el, 2004-ben hamvait hazaszállították, és Curtea de Argeșen újratemették.

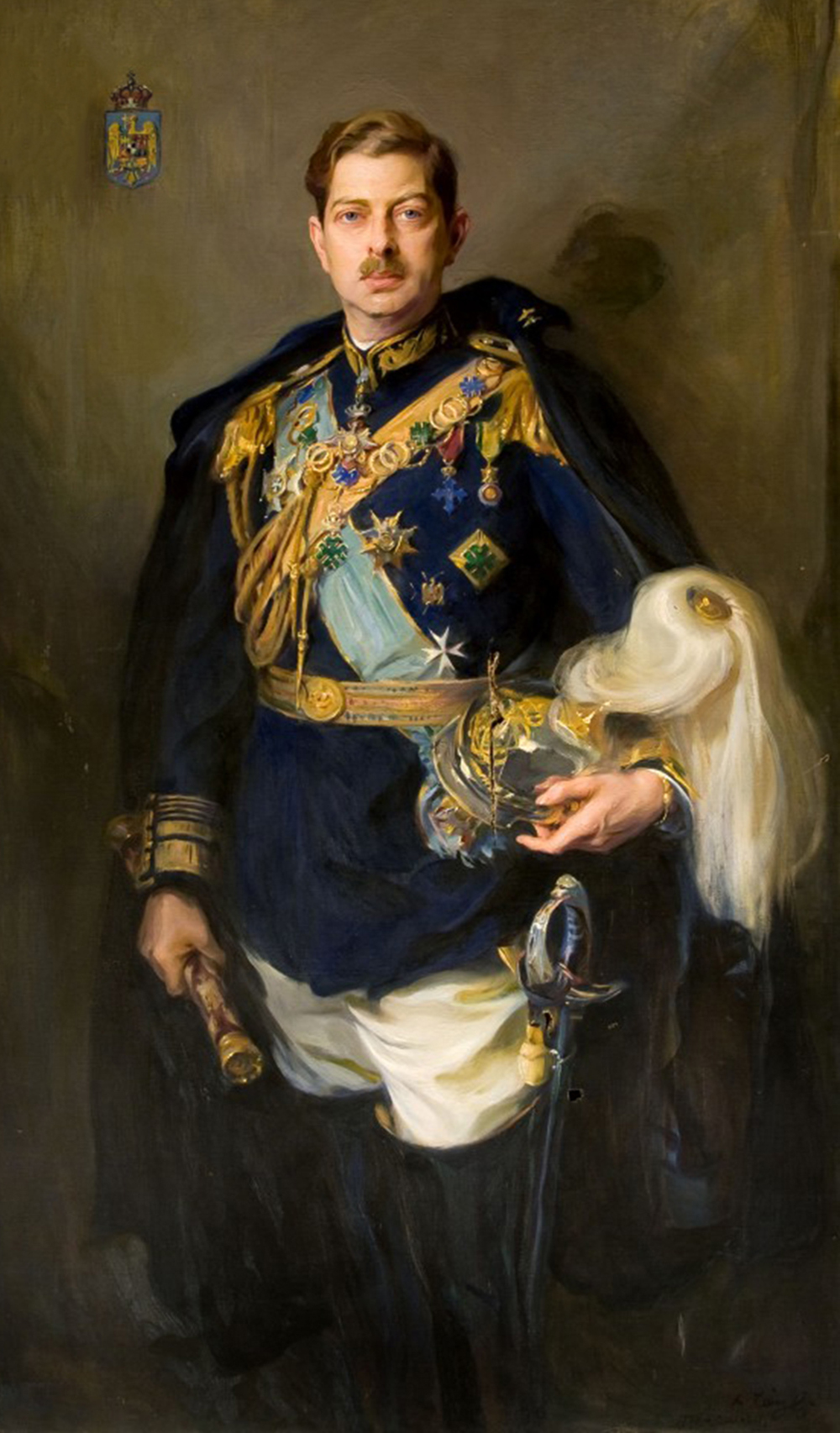
II. Károly a román hadsereg főparancsnoki díszegyenruhájában, marsallbottal.
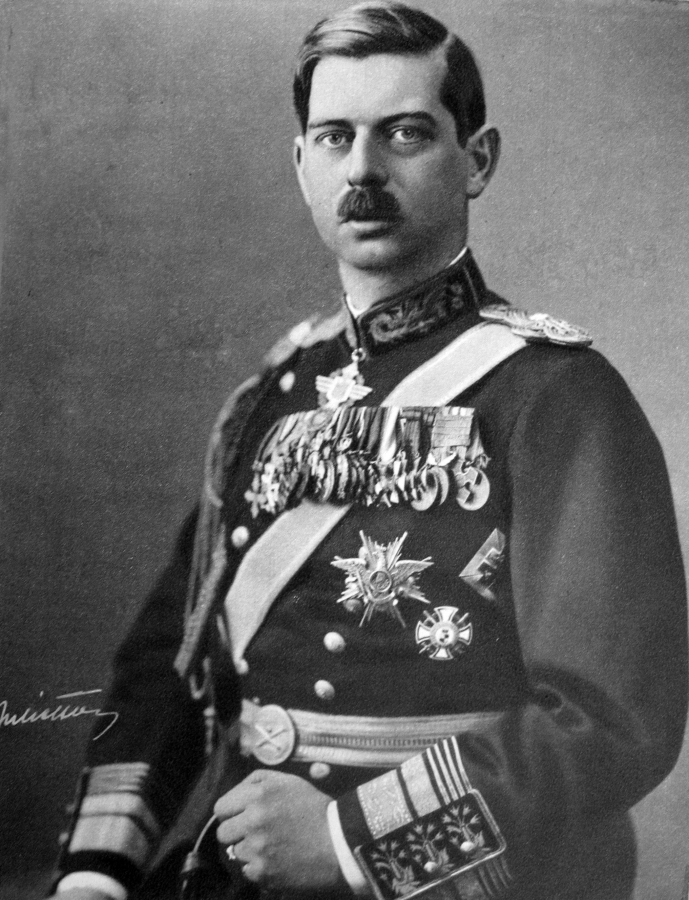
II. Károly hivatalos uralkodói portréja 1935-ből.
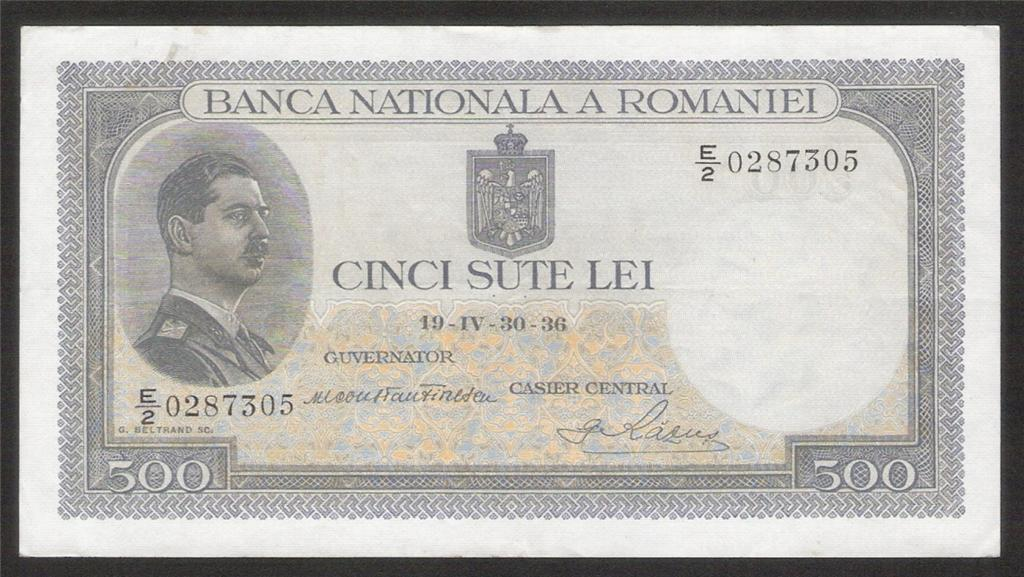
Román 500 lejes bankjegy II. Károly király portréjával, 1936-ból.
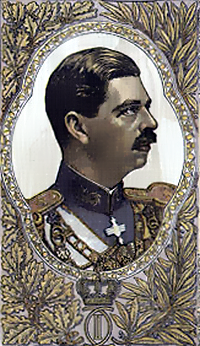
II. Károly román király portréja az 1000 lejes bankjegyen, 1934-ből.
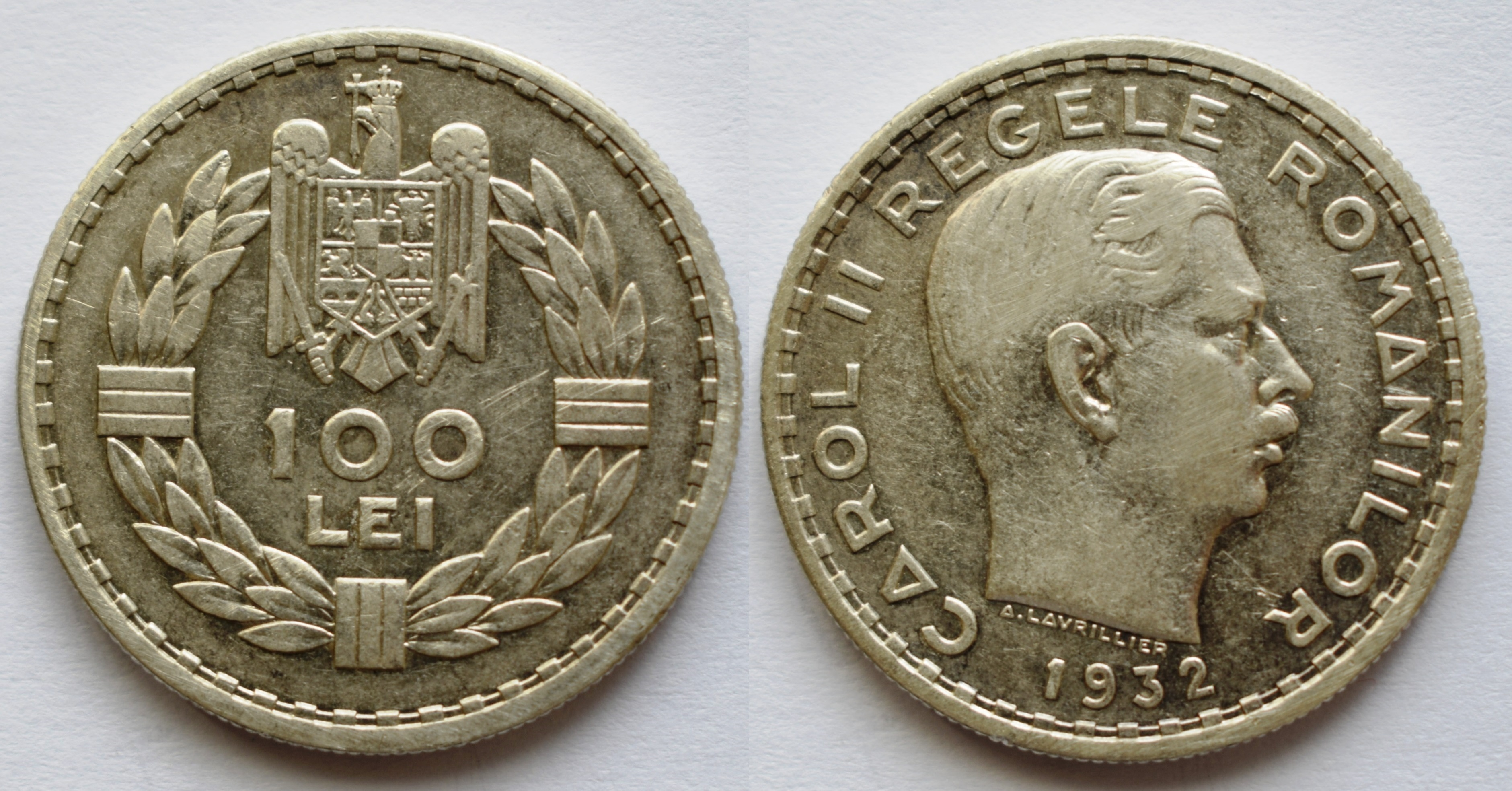
100 lejes ezüstérme 1932-ből, II. Károly portréjával, átmérőjeː 31 mm, súlya 14 gramm.
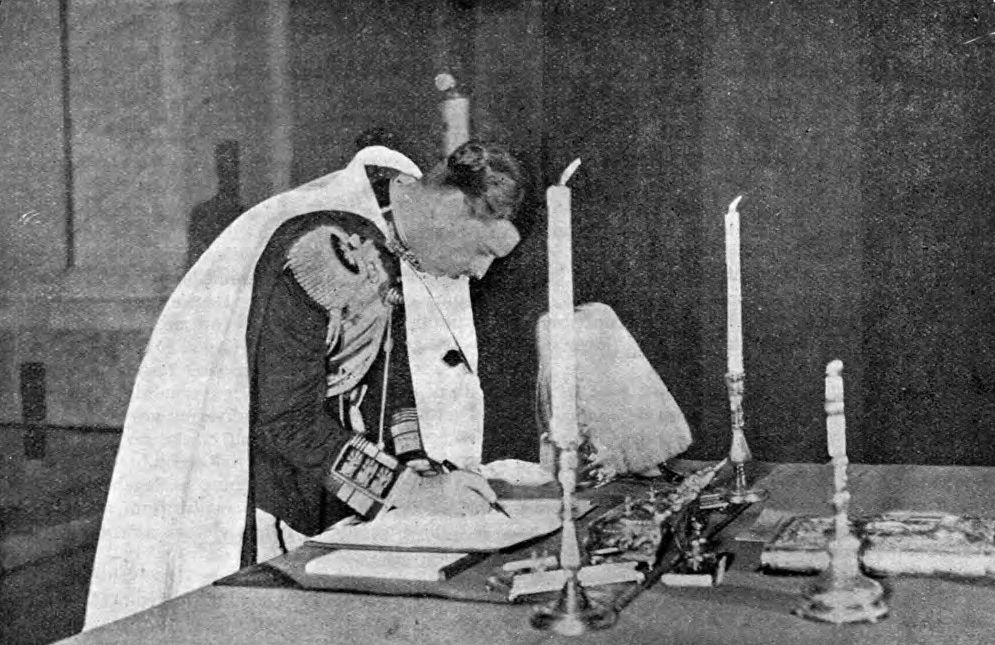
II. Károly aláírja a gyakorlatilag abszolút monarchiát bevezető 1938-as alkotmányt.
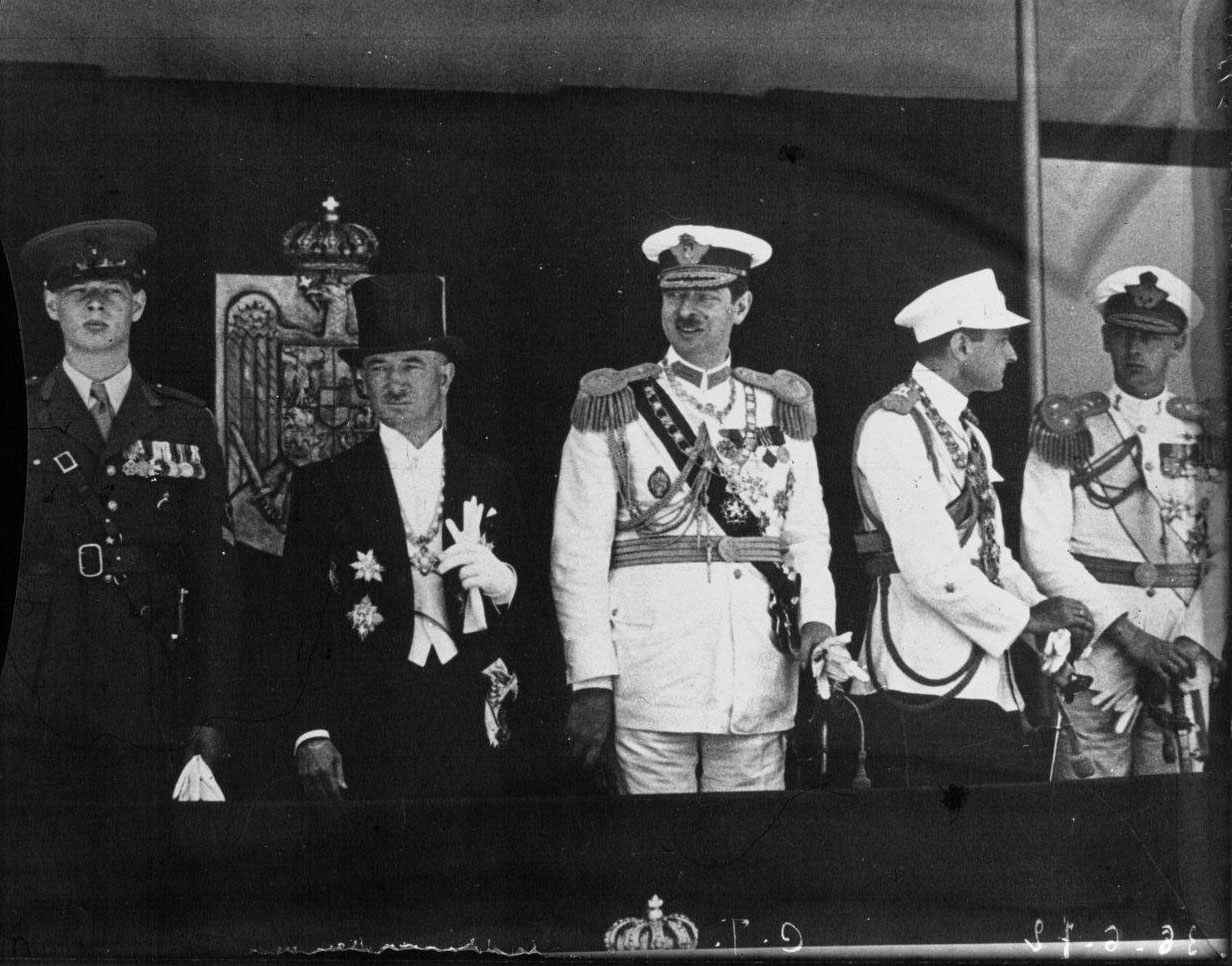
Balról jobbraː Mihály herceg (I. Mihály román király), Edvard Beneš csehszlovák köztársasági elnök, II. Károly román király, Pál jugoszláv régensherceg (Pavle Karađorđević)  és Miklós román herceg 1936-ban, Bukarestben.